# Glacéhandschuh

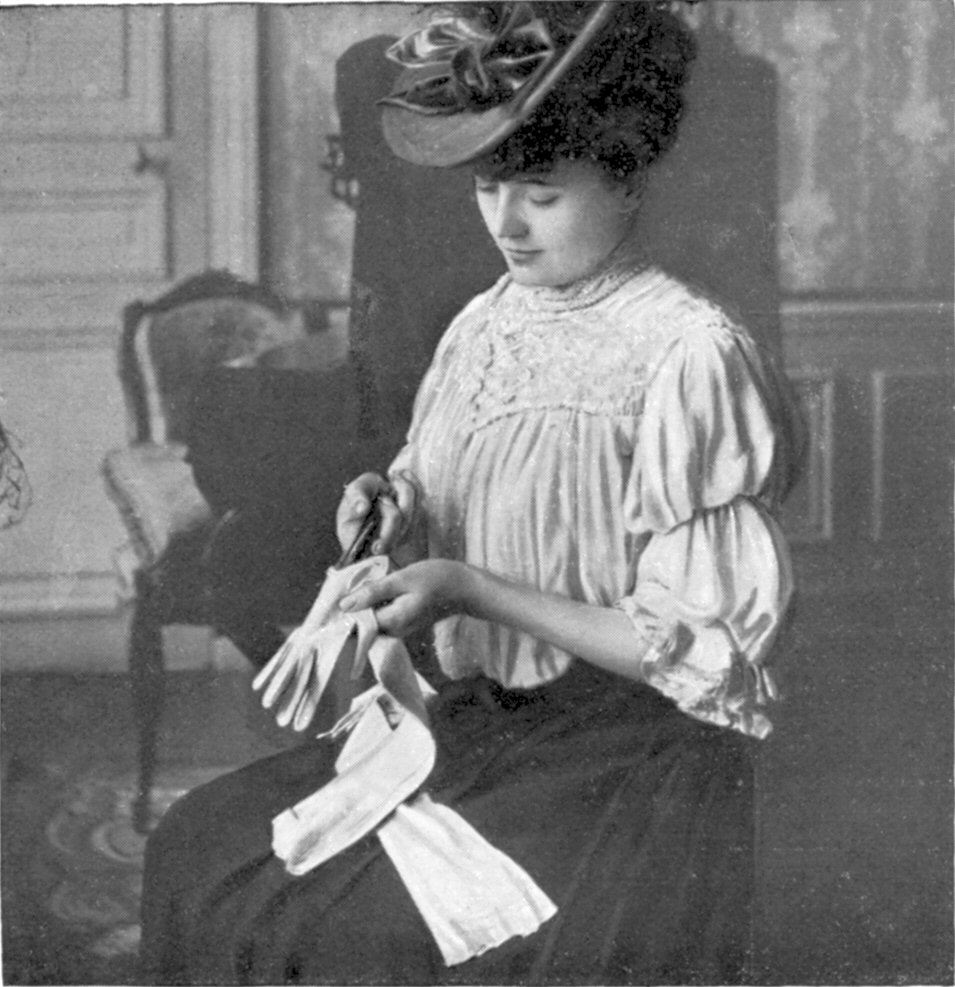
Dame beim Anziehen von Glacéhandschuhen. Frankreich 1905.

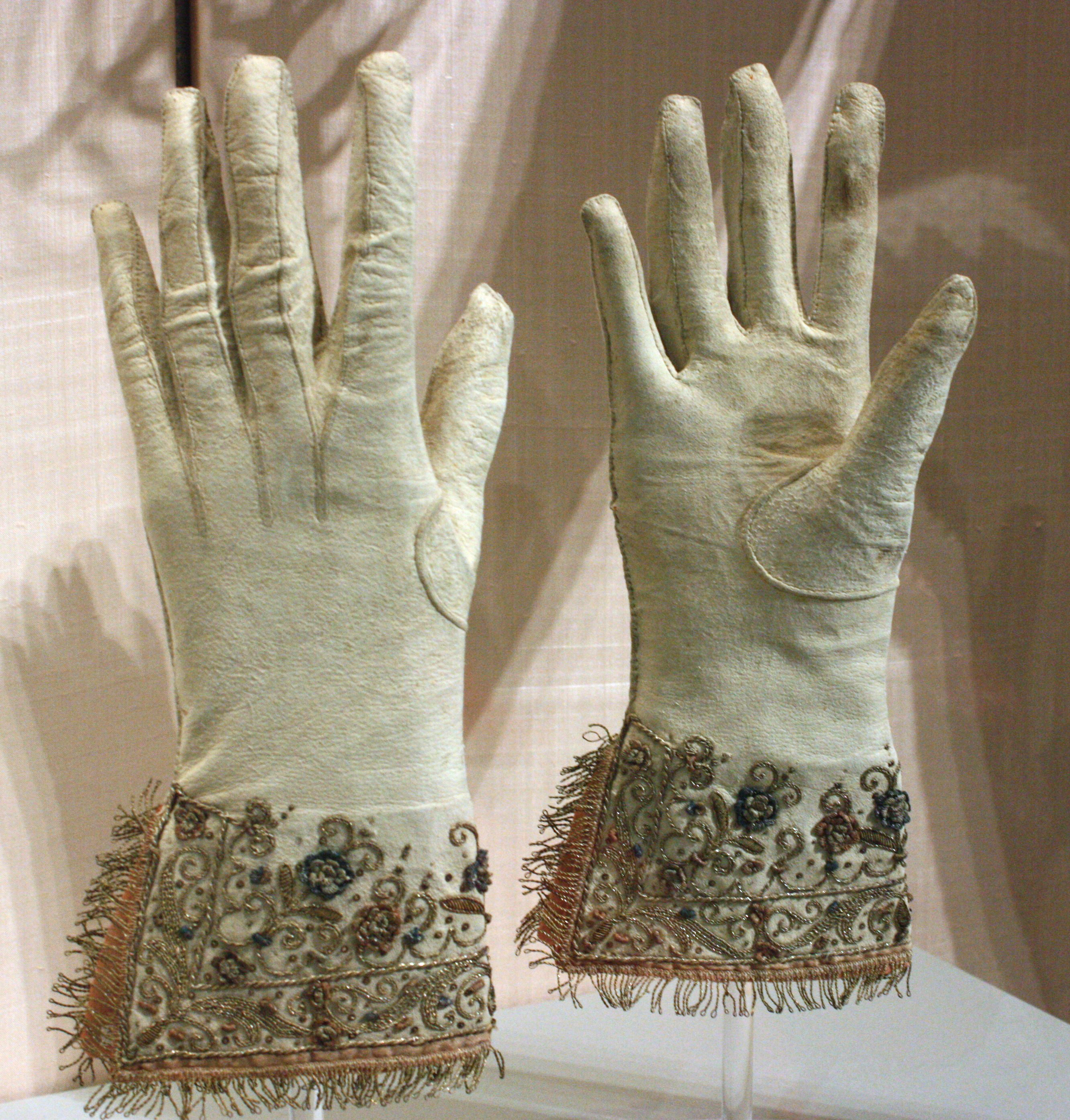
Glacéhandschuhe aus dem 17. Jahrhundert

Glacéhandschuhe oder Glaceehandschuhe sind feine, weiße Handschuhe aus Glacéleder.

## Geschichte und Verwendung
Glacéhandschuhe werden von Herren zum Frack oder Smoking getragen. Sie sind bei heutigen Bällen selten geworden, aber beim Wiener Opernball erwünscht und beim Tanzball des Damenclubs Pflicht. Glacees werden den ganzen Abend über getragen und nur zum Essen oder zur Begrüßung ausgezogen. 
Für Damen waren sie von Mitte des 19. Jahrhunderts bis zu Beginn des 20. Jahrhunderts unabdingbares Accessoire der Tagesbekleidung außer Haus.

## Reinigung und Pflege
Gewaschen werden Glaceehandschuhe entweder mit Seife oder Waschbenzin. Man kann sie auch in der Waschmaschine bei 30 °C mit Shampoo waschen. Später können die ledernen Handschuhe mit Talkum geweißt werden.

## Redewendung
- „Jemanden mit Glacéhandschuhen anfassen“ – jemanden besonders vorsichtig behandeln